# Cuzznz
Cuzznz è un album in studio collaborativo dei rapper statunitensi Daz Dillinger e Snoop Dogg, pubblicato nel gennaio 2016.

## Tracce
1. Have U Eva – 3:50
2. N My System (feat. Dâm-funk) – 5:19
3. Six n'da Morning (feat. Kurupt) – 3:09
4. Pop Pop Bang – 3:44
5. Phenomonon – 3:39
6. Happy Birthday – 2:22
7. Dic Walk (feat. Kurupt) – 4:31
8. N My Life Tyme (feat. Kurupt) – 4:23
9. Best Friend – 4:13
10. Sho You Right (feat. Shon'Lawon) – 5:18
11. What's Yo Pleasure – 3:47
12. It's Not a Secret (feat. Shon'Lawon) – 4:03
13. Keep'a Nigga High – 3:31
14. We'll Miss U – 3:28